# Watuagung (Prigen)
Watuagung is een bestuurslaag in het regentschap Pasuruan van de provincie Oost-Java, Indonesië. Watuagung telt 4670 inwoners (volkstelling 2010).